# ويل ألفيس
ويل ألفيس (بالإنجليزية: Will Alves)‏ هو لاعب كرة قدم بريطاني، ولد في 3 فبراير 2005.